# Live at Montreux 1981
Live at Montreux 1981 je videozáznam z koncertu britského multiinstrumentalisty Mika Oldfielda z roku 1981. Video bylo vydáno na DVD v roce 2006.
Koncert zaznamenaný na Live at Montreux 1981 se konal během Oldfieldova turné European Adventure Tour v roce 1981 ve švýcarském Montreux v rámci Montreux Jazz Festival. Na vydání ale čekal 25 let. Na tomto koncertu zazněly především skladby z instrumentálního alba QE2 a dále Tubular Bells, Ommadawn a Platinum.

## Seznam skladeb
1. Intro
2. „QE2 Medley: Taurus 1/Sheba/Mirage“ (Oldfield)
3. „Platinum Parts 1 – 4“ (Oldfield, Glass)
4. „Tubular Bells Part Two“ (Oldfield)
5. „Medley: Conflict/Ommadawn“ (Oldfield)
6. „Tubular Bells Part One“ (Oldfield)
7. „Punkadiddle“

## Obsazení
- Mike Oldfield – elektrická kytara, basová kytara, klávesy, vokály
- Rick Fenn – kytary, basová kytara, perkuse
- Tim Cross – klávesy, vokály
- Mike Frye – bicí, perkuse
- Morris Pert – bicí, perkuse, klávesy
- Maggie Reilly – vokály